# Het wiel (Jeroen Henneman)

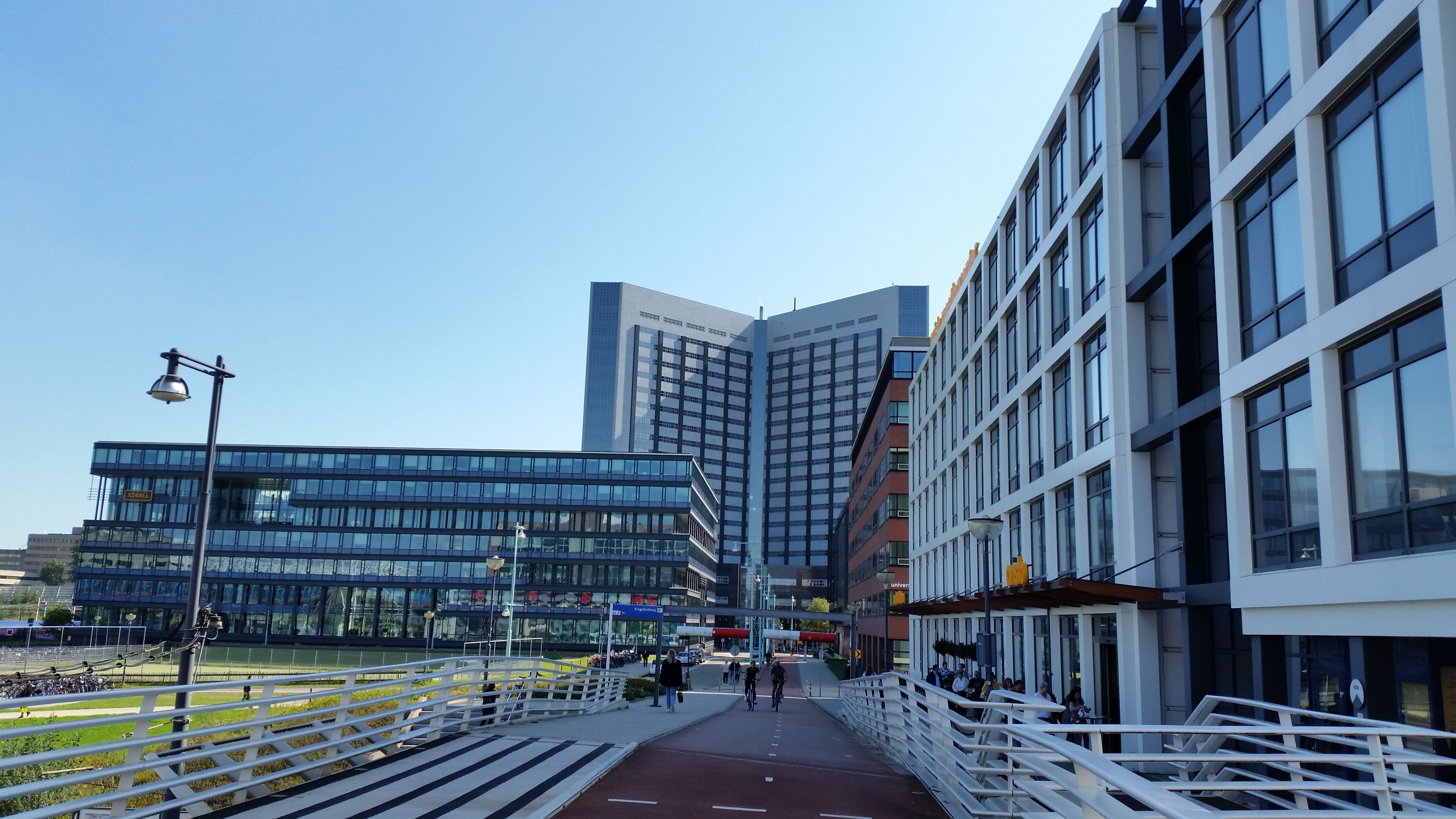
Het wiel, alleen zichtbaar bij uitvergroten, boven de vouw van de gevel (september 2020)

Het wiel is een artistiek kunstwerk in Amsterdam-Westpoort.
Het is, zoals kunstenaar Jeroen Henneman zelf omschrijft, een staande tekening; lijnen in lucht. Henneman gebruikte die techniek vaker in zijn oeuvre, zie bijvoorbeeld De kus, De Schreeuw en een aantal wielen (stand of diagonaal etc.). Henneman benoemde het ook als Het wiel, maar oorspronkelijk is het een muntstuk op haar zijkant, waardoor een as is geplaatst; de as zou dan staan voor de Rijksbelastingdienst, gebruiker van het gebouw met bijnaam Boekhuis, Kingsfordweg 1, Westpoort, waarop het is geplaatst. Het werk staat dan wel op een gebouw, het is soort baken als men op de westelijke tak van de Rijksweg 10 (Ringweg-West) rijdt. Bovendien wijzigt de vorm continu als men er langs rijdt; vanuit een bepaalde hoek, blijft er niets van het beeld over, een verticale streep op een dak. Vanaf het maaiveld lijkt het kunstwerk zich op de rand van het gebouw te bevinden; het is gezichtsbedrog; het beeld staat op een sokkel achter de borstwering. Ook de as is gezichtsbedrog, want er is geen schijf waar ze doorheen kan.
Henneman maakte ook een veel kleinere versie van het wiel (51 bij 37 bij 4 cm).
De plaatsing werd behoorlijk opgehouden:
- aan de Kingsfordweg mocht wel hoog gebouwd worden, maar met haar 82 meter hoogte zat het gebouw tegen de limiet aan; iets erop plaats kon zonder wijziging in bestemmingsplannen niet; de opdracht was dan ook: maak een kunstwerk voor aan de gevel, maar in overleg met architect Abe Bonnema ontwierp hij iets voor erboven op; volgens Henneman wilde hij niet iets groots maken, want dan zou het gebouw als sokkel van het beeld gezien worden.
- in het beslissingstraject roerden ook de welstandscommissie en bouw- en woningtoezicht hun mond
- toen het geplaatst mocht worden, moest een van de twee in Europa aanwezige hijskranen van 120 meter hoogte besteld worden.

De kunstenaar benoemde het negen meter hoge draadmodel van een schijf in 2001 als “een mooi ding”. Het wiel inspireerde dichter Maarten Doorman tot het gedicht Westring A10, waarbij hij analogie vond tussen deze ring en de ringweg.